# Varna (tỉnh)

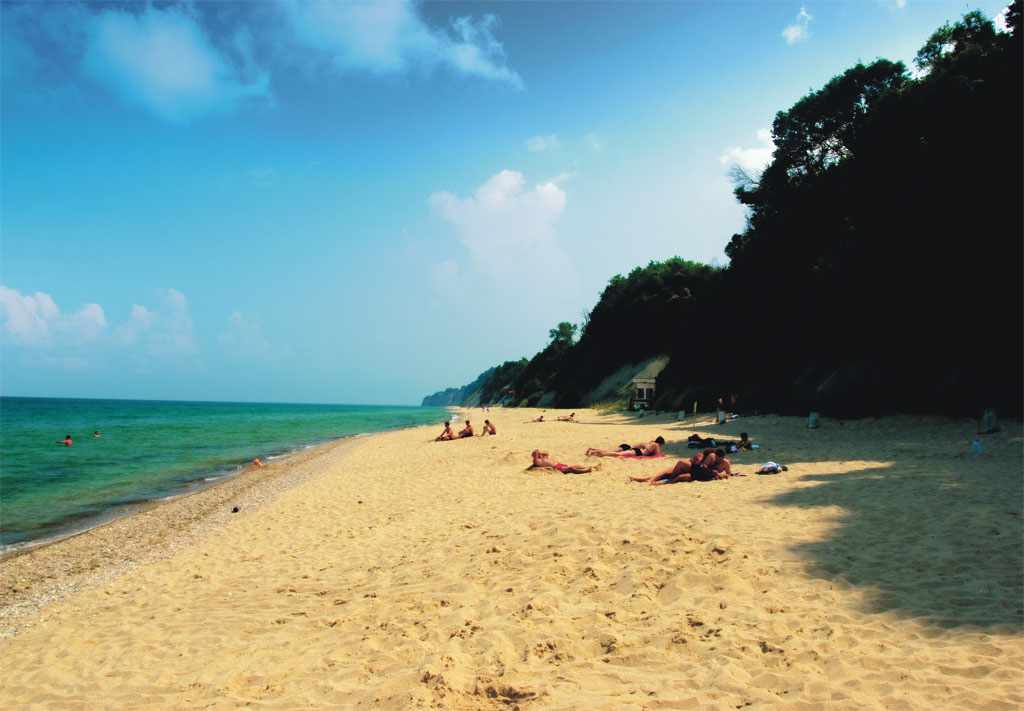
Một trong các bãi biển ở Byala

Tỉnh Varna (tiếng Bulgaria: Област Варна, Oblast Varna) là một tỉnh ở đông bắc Bulgaria. Tỉnh này có 12 đô thị và trung tâm hành chính là Varna. 
Tỉnh có diện tích lãnh thổ 3820 km2, giáp Biển Đen và có các khu vực đồng bằng Danube.

## Các đô thị
- Aksakovo (gồm thị xã Aksakovo và các làng Botevo, Dobrogled, Dolishte, Ignatievo, General Kantardzhievo, Izvorsko, Kichevo, Klimentovo, Krumovo, Kumanovo, Lyuben Karavelovo, Novakovo, Oreshak, Osenovo, Pripek, Radevo, Slanchevo, Voditsa, Vaglen, Yarebichna, Zasmyano, và Zornitsa)
- Avren (including the villages of Avren, Benkovski, Bliznatsi, Bolyartsi, Dobri Dol, Dabravino, Kazashka Reka, Kitka, Krusha, Priseltsi, Ravna gora, Sadovo, Sindel, Trastikovo, Tsarevtsi, Yunak, và Zdravets)
- Beloslav (gồm thị xã Beloslav và các làng Ezerovo, Strashimirovo, và Razdelna)
- Byala (gồm thị xã Byala và các làng Dyulino, Goritsa, Gospodinovo, Popovich, và Samotino)
- Dalgopol (gồm thị xã Dalgopol và các làng Arkovna, Asparuhovo, Boryana, Kamen Dyal, Komunari, Krasimir, Lopushna, Medovets, Partizani, Polyatsite, Royak, Sava, Sladka Voda, Tsonevo, và Velichkovo)
- Devnya (gồm thị xã Devnya và các làng Kipra and Padina)
- Dolni Chiflik (gồm thị xã Dolni Chiflik và các làng Bardarevo, Bulair, Detelina, Golitsa, Goren Chiflik, Grozdyovo, Krivini, Nova Shipka, Novo Oryahovo, Pchelnik, Rudnik, Solnik, Staro Oryahovo, Shkorpilovtsi, Venelin, và Yunets)
- Provadiya (gồm thị xã Provadiya và các làng Barzitsa, Blaskovo, Bozveliysko, Chayka, Cherkovna, Chernook, Dobrina, Gradinarovo, Hrabrovo, Kiten, Komarevo, Krivnya, Manastir, Nenovo, Ovchaga, Petrov Dol, Ravna, Slaveykovo, Snezhina, Staroselets, Tutrakantsi, Venchan, Zhitnitsa, và Zlatina)
- Suvorovo (gồm thị xã Suvorovo và các làng Banovo, Chernevo, Drandar, Izgrev, Kalimantsi, Levski, Nikolaevka, và Prosechen)
- Valchidol (gồm thị xã Valchidol và các làng Boyana, Brestak, Cherventsi, Dobrotich, Esenitsa, General Kiselovo, General Kolevo, Iskar, Izvornik, Kaloyan, Karamanite, Krakra, Metlichina, Mihalich, Oborishte, Radan Voyvoda, Shtipsko, Stefan Karadzha, Strahil, Voyvodino, và Zvanets)
- Varna (gồm thành phố Varna và các làng Kamenar, Kazashko, Konstantinovo, Topoli, và Zvezditsa)
- Vetrino (including the villages of Belogradets, Dobroplodno, Gabarnitsa, Mlada Gvardiya, Momchilovo, Nevsha, Neofit Rilski, Sredno Selo, Vetrino, và Yagnilo)

## Dân số
Dân số tỉnh này là 500.428 người (2009).